# 주앙 코엘료 더 소우자
주앙 코엘료 더 소우자(포르투갈어: Joao Coelho de Souza or José Coelho de Souza); 1884년 3월 10일(추정) ~ 2017년 8월 24일)는 비공식적으로 세계에서 가장 오래산 남성 중 한명으로 알려진 브라질 출신의 남성이다.
그는 브라질 북부에 거주하며 천연고무를 채취하는 직업을 가졌다.
1. ↑  “Suposto homem mais velho do mundo comemora 132 anos no AC”. 《globo》. 2016년 3월 10일. 2018년 8월 27일에 확인함.
2. ↑  Adriano Brito (2016년 1월 15일). “Por que Guinness ainda não reconheceu o ‘mais velho do mundo’ no Brasil?”. 《BBC》. 2018년 8월 27일에 확인함.